# Z Водолея
Z Водолея (лат. Z Aquarii), HD 223737 — одиночная переменная звезда в созвездии Водолея на расстоянии приблизительно 3715 световых лет (около 1139 парсеков) от Солнца. Видимая звёздная величина звезды — от +10,2m до +7,4m.

## Характеристики
Z Водолея — красный гигант или сверхгигант, пульсирующая полуправильная переменная звезда типа SRA (SRA) спектрального класса M1e-M7III или M1/2Ib/II. Эффективная температура — около 3560 К.